# Coelorinchus supernasutus
Coelorinchus supernasutus es una especie de pez de la familia Macrouridae en el orden de los Gadiformes.

## Morfología
• Los machos pueden llegar alcanzar los 63,5 cm de longitud total.

## Hábitat
Es un pez de aguas profundas que vive entre 606-750 m de profundidad.

## Distribución geográfica
Se encuentra al norte de Nueva Zelanda.